# Acoidan Duque
Acoidan Duque (ur. 14 lutego 1987 w Las Palmas) – hiszpański zawodnik mieszanych sztuk walki walczący w wadze lekkiej oraz półśredniej. Od 2024 roku związany z czesko-słowacką organizacją Oktagon MMA, w której był półfinalistą turnieju Tipsport Gamechanger 2 w wadze lekkiej.
Toczył pojedynki także dla takich organizacji jak: Bellator MMA, Brave CF oraz PFL.

## Osiągnięcia

### Mieszane sztuki walki
- Elite MMA
  - 2012: Mistrz Elite MMA w wadze półśredniej
- Oktagon MMA
  - 2024: Półfinalista turnieju Tipsport Gamechanger 2 w wadze lekkiej[4]

## Lista zawodowych walk w MMA
| Wynik     | Bilans   | Przeciwnik (bilans przed walką)       | Rozstrzygnięcie                             | Runda | Czas | Rozgrywki                                     | Data       | Miejsce                   | Uwagi |
| --------- | -------- | ------------------------------------- | ------------------------------------------- | ----- | ---- | --------------------------------------------- | ---------- | ------------------------- | --- |
| Wygrana   | 22-5 (1) | Jason Ponet (25-18-1)                 | Decyzja (jednogłośna)                       | 3     | 5:00 | Brave CF 95                                   | 30.05.2025 | Teneryfa                  | Main Event                                                                                                |
| Przegrana | 21-5 (1) | Ronald Paradeiser (20-8)              | TKO (ciosy pięściami)                       | 1     | 1:28 | Oktagon 61: Paradeiser vs. Duque              | 21.09.2024 | Brno                      | Walka półfinałowa turnieju Tipsport Gamechanger 2 w wadze lekkiej. Main Event                             |
| Wygrana   | 21-4 (1) | Mochamed Machaev (14-1)               | Decyzja (jednogłośna)                       | 3     | 5:00 | Oktagon 58: Vémola vs. Végh 2                 | 08.06.2024 | Praga                     | Walka ćwierćfinałowa turnieju Tipsport Gamechanger 2 w kategorii lekkiej                                  |
| Wygrana   | 20-4 (1) | Mohamed Grabinski (23-9)              | Decyzja (niejednogłośna)                    | 3     | 5:00 | Oktagon 54: Kincl vs. Wawrzyniak              | 02.03.2024 | Ostrawa                   | Walka turnieju Tipsport Gamechanger 2 w kategorii lekkiej. Debiut w Oktagon MMA.                          |
| Wygrana   | 19-4 (1) | Donovan Desmae (17-8)                 | TKO (kontuzja kolana)                       | 2     | 5:00 | Brave CF 75                                   | 18.11.2023 | Teneryfa                  | Walka w wadze super lekkiej. Desmae przekroczył limit wagowy ważąc 76,4 kg. Main Event. Debiut w Brave CF |
| Wygrana   | 18-4 (1) | Aleksandr Czyżow (10-1)               | Decyzja (jednogłośna)                       | 3     | 5:00 | PFL Europe 2: 2023 Regular Season             | 08.07.2023 | Berlin                    | Ćwierćfinał turnieju PFL Europe w wadze lekkiej. Debiut w PFL                                             |
| Przegrana | 17-4 (1) | Martun Meżlumjan (13-3)               | Decyzja (jednogłośna)                       | 3     | 5:00 | UAE Warriors 34                               | 20.10.2022 | Abu Zabi                  | |
| Nieodbyta | 17-3 (1) | Helson Henriques (9-6-1)              | No Contest                                  | ?     | ?    | SCC 10: Rise of Champions                     | 23.04.2022 | Las Palmas                | Pojedynek o pas mistrzowski Strikers Cage Championship w wadze lekkiej. Main Event                        |
| Wygrana   | 17-3     | Bruno Carvalho (5-1)                  | Decyzja (jednogłośna)                       | 3     | 5:00 | SCC 9: The Golden Generation                  | 13.11.2021 | Teneryfa                  | |
| Przegrana | 16-3     | Daniel Skibiński (17-5)               | TKO (latające kolano i ciosy pięściami)     | 3     | 0:48 | UAE Warriors 20                               | 19.06.2021 | Abu Zabi                  | Debiut w UAE Warriros .                                                                                   |
| Wygrana   | 16-2     | Carlo Pedersoli (11-3)                | Decyzja (jednogłośna)                       | 3     | 5:00 | Bellator Euro Series 9: Gallagher vs. Ellenor | 03.10.2020 | Mediolan                  | Debiut w Bellator MMA .                                                                                   |
| Wygrana   | 15-2     | Szamil Ismajłow (10-1)                | Decyzja (jednogłośna)                       | 3     | 5:00 | Slam Arena 3                                  | 21.09.2019 | Las Palmas                | Main Event                                                                                                |
| Wygrana   | 14-2     | Konrad Iwanowski (7-3)                | Decyzja (jednogłośna)                       | 3     | 5:00 | AFL 19: Night of Champions                    | 30.03.2019 | Las Palmas                | |
| Wygrana   | 13-2     | Cleiton Pinheiro (2-2)                | Poddanie (duszenie trójkątne rękoma)        | 2     | 3:17 | Fight Contender: The Return                   | 14.11.2015 | Las Palmas                | Main Event                                                                                                |
| Wygrana   | 12-2     | Jose Enrique Garcia (2-1)             | Poddanie (duszenie zza pleców)              | 1     | 4:05 | Quatro's Promotions: Fight Night 4            | 16.08.2013 | ?                         | |
| Wygrana   | 11-2     | Rayco Romero Silva (3-4)              | Poddanie (dźwignia prosta na staw łokciowy) | 1     | 2:40 | Enfusion Live 7                               | 13.07.2013 | Teneryfa                  | |
| Przegrana | 10-2     | Ronny Alexander Landaeta Utrera (4-3) | KO (ciosy pięściami)                        | 1     | 3:20 | Street Culture Promotions: Enfusion Live      | 09.03.2013 | Barcelona                 | |
| Wygrana   | 10-1     | Dmitrii Capmari (1-0)                 | Poddanie (duszenie gilotynowe)              | 1     | 3:48 | Quatro's Promotions: Fight Night 2            | 13.02.2013 | Wyspy Kanaryjskie         | |
| Wygrana   | 9-1      | Mikel Cortes (8-3)                    | ?                                           | ?     | ?    | Elite Tournament 3                            | 14.07.2012 | Las Palmas                | Zdobył pas Elite MMA w wadze półśredniej.                                                                 |
| Przegrana | 8-1      | Nicolas Dalby (6-0)                   | Decyzja (jednogłośna)                       | 3     | 5:00 | Royal Arena 1                                 | 10.03.2012 | Brøndby                   | |
| Wygrana   | 8-0      | Reda Sidhoum (0-1)                    | Poddanie (duszenie zza pleców)              | ?     | ?    | Elite Tournament 2: Second Round              | 17.12.2011 | Las Palmas                | |
| Wygrana   | 7-0      | Nikolai Alexiev (5-4)                 | Poddanie (duszenie)                         | 1     | 3:40 | Elite Tournament 1: El Comienzo               | 13.08.2011 | Sioux City - Gran Canaria | |
| Wygrana   | 6-0      | Sergey Faustov (3-0)                  | Poddanie (duszenie zza pleców)              | 1     | 1:58 | M-1: European Selection 2011                  | 31.03.2011 | Machaczkała               | Debiut w M-1 Global.                                                                                      |
| Wygrana   | 5-0      | Carles Valery (0-0)                   | Poddanie (dźwignia prosta na staw łokciowy) | 1     | ?    | Warrior's Island 7                            | 19.12.2010 | San Agustin               | |
| Wygrana   | 4-0      | Rodrigo Cunha (0-0)                   | TKO (ciosy pięściami)                       | 2     | 0:38 | MMA Promotions: Fight Contender               | 16.07.2010 | Las Palmas                | |
| Wygrana   | 3-0      | Adrian Fosas (2-0)                    | Poddanie (ciosy)                            | 1     | ?    | Warrior's Island 6                            | 17.04.2010 | San Agustin               | |
| Wygrana   | 2-0      | Jesus Rodriguez (1-1)                 | Poddanie                                    | ?     | ?    | Warrior's Island 5                            | 07.11.2009 | San Agustin               | |
| Wygrana   | 1-0      | Iban Martin (1-0)                     | Poddanie (kimura)                           | ?     | ?    | ?                                             | 25.04.2009 | ?                         | |